# Piscidia grandifolia
Piscidia grandifolia là một loài thực vật có hoa trong họ Đậu. Loài này được (Donn.Sm.) I.M.Johnst. miêu tả khoa học đầu tiên.